# Pandemia de COVID-19 en el Reino Unido
La pandemia de COVID-19 en el Reino Unido se refiere al brote epidémico de COVID-19 iniciado en Wuhan y extendido al nivel de pandemia mundial que afectó al Reino Unido a partir del 31 de enero de 2020. La transmisión documentada más temprana dentro del Reino Unido ocurrió el 28 de febrero de 2020, lo que llevó a una epidemia con un rápido aumento de casos en marzo.
Para el 1 de marzo, se habían detectado casos en Inglaterra, Gales, Irlanda del Norte y Escocia. Posteriormente, el gobierno declaró el brote de coronavirus como un «incidente de nivel 4». El 12 de marzo, el nivel de riesgo del Reino Unido aumentó de moderado a alto. Cuatro días después, siguiendo la experiencia en Italia y basándose en pruebas que incluyen pronósticos de epidemiólogos en el Imperial College de Londres, el gobierno aconsejó sobre nuevas medidas de distanciamiento físico y aconsejó a la población evitar los viajes «no esenciales» y el contacto con otros, además de sugerir a las personas que eviten los bares, clubes y teatros, y trabajen desde casa si es posible. Se instó a las mujeres embarazadas, las personas mayores de 70 años y aquellas con ciertas condiciones de salud a considerar el consejo «particularmente importante» y se les pedirá que se autoaislen.
El 18 de marzo, se anunció que el país cerrará todas las escuelas. Algunas aerolíneas anunciaron una serie de cancelaciones de vuelos, y numerosos minoristas en línea informaron que los consumidores realizan pedidos inusualmente grandes. En este contexto, se pronosticó que un bloqueo prolongado dañaría severamente la economía del Reino Unido, conduciría a la pérdida de millones de empleos, empeoraría las tasas de salud mental y suicidio y causaría muertes "colaterales" debido al aislamiento, demoras y caídas de los estándares de vida. Los investigadores sugirieron que el bloqueo podría levantarse protegiendo a los más vulnerables y utilizando el rastreo de contactos.
Consecuentemente, los cuatro servicios nacionales de salud (NHS Gales, Irlanda del Norte, Inglaterra y Escocia) trabajaron para aumentar la capacidad del hospital y establecer hospitales temporales de cuidados críticos. A mediados de abril, los proveedores del NHS, la organización de membresía para los fideicomisos del NHS en Inglaterra, predijeron que ahora podría hacer frente a un pico en los casos y se informó que el distanciamiento social había "aplanado la curva" de la epidemia. A finales de abril, el primer ministro Boris Johnson dijo que el Reino Unido había superado el primer pico de su brote.
En el otoño de 2020, una variante del coronavirus fue detectada en el sureste de Inglaterra. Según anunciaron autoridades británicas, las investigaciones preliminares sugirieron que esta cepa podía transmitirse más fácilmente.
Hasta el 20 de febrero de 2022, se contabiliza la cifra de 18,605,752 casos confirmados, 160,581 fallecidos y 16,710,324 recuperados del virus.
A lo largo de 2022, el gobierno británico pasó a considerar al covdi-19 como una enfermedad endémica y decretó el abandono de todas las restricciones. En las olas de octubre y diciembre de 2022, cada semana se infectó entre el 2 y el 3% de la población británica.

## Previsión

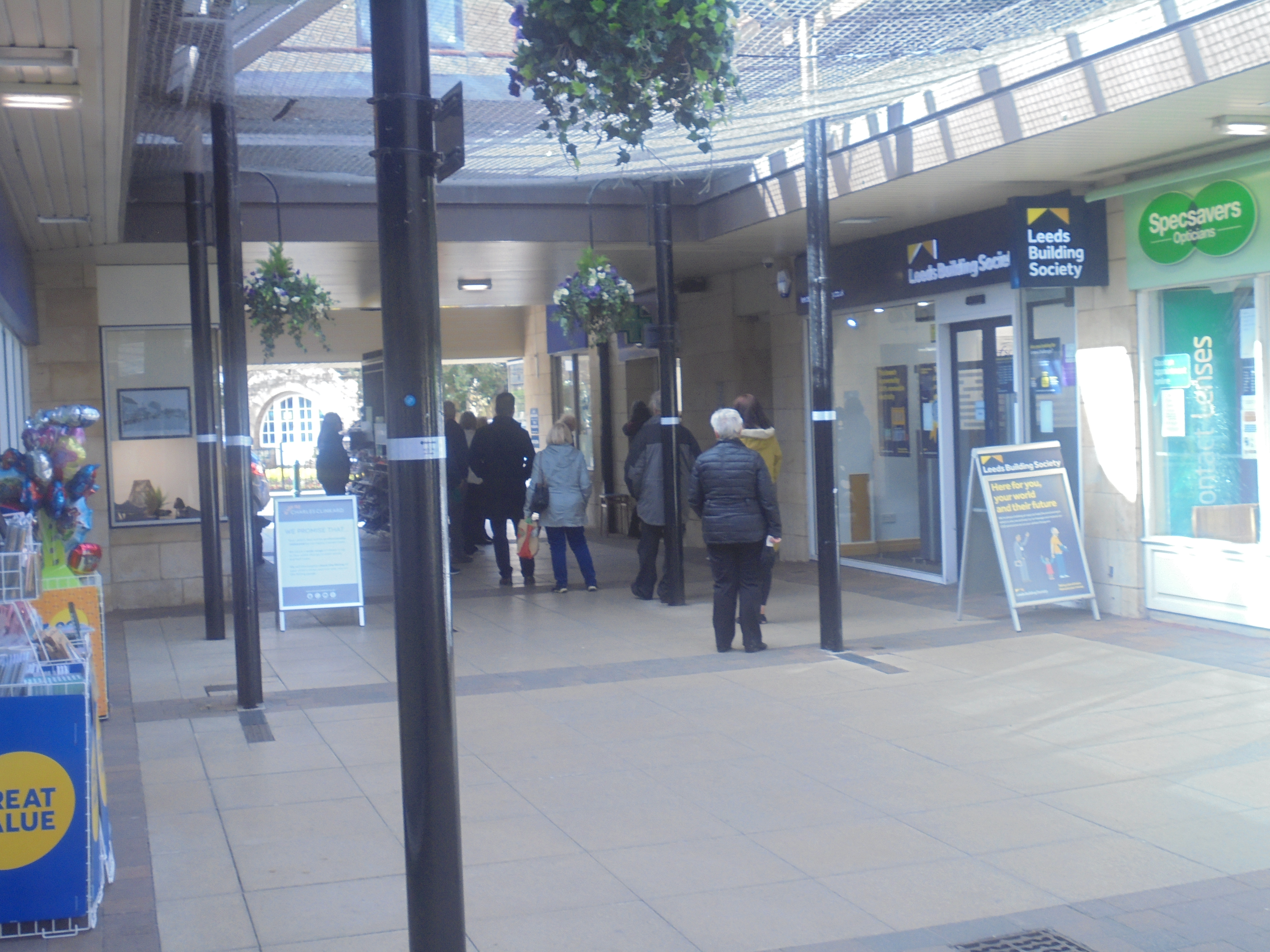
Una cola para una farmacia en Wetherby, West Yorkshire (20 de marzo de 2020).

Tan pronto como aparecieron los primeros casos el 31 de enero, el Reino Unido lanzó una campaña de información de salud pública para aconsejar a las personas sobre cómo reducir el riesgo de propagación del virus. Otros casos a principios de febrero llevaron al Secretario de Estado de Salud y Asistencia Social, Matt Hancock, a introducir el instrumento legal 2020 del Reglamento de Protección de la Salud (Coronavirus) 2020. El Departamento de Salud y Atención Social del Reino Unido (DHSC) y la Salud Pública de Inglaterra (PHE) publicaron orientación sobre prevención y control de infecciones, cómo detectar y diagnosticar COVID-19 y actualizaciones diarias, incluidos consejos para viajeros. Además, el NHS estableció centros de detección de tránsito COVID-19 en varios hospitales. El principal asesor médico del gobierno, Chris Whitty, explicó una estrategia para abordar el brote basada en cuatro objetivos: contener, retrasar, investigar y mitigar. El Reino Unido desarrolló un prototipo de prueba de laboratorio específica para la nueva enfermedad. El aeropuerto de Heathrow recibió apoyo clínico adicional y una vigilancia más estricta de los tres vuelos directos semanales que recibía de Wuhan. Los cuatro jefes médicos del Reino Unido (OCM) elevaron el nivel de riesgo del Reino Unido de bajo a moderado el 30 de enero, tras el anuncio de la enfermedad de la OMS como una emergencia de salud pública de preocupación internacional (PHEIC).
Los informes del Centro de Análisis de Enfermedades Infecciosas Globales del Consejo de Investigación Médica en el Imperial College London han proporcionado cálculos matemáticos de casos y tasas de mortalidad. En febrero, el equipo del colegio informó que dos tercios de los casos en viajeros procedentes de China no se detectaron y que algunos de estos pudieron haber comenzado cadenas de transmisión. Esto se traduce en la detección de solo uno de cada tres casos en el Reino Unido. Entonces pronosticaron que el coronavirus podría infectar hasta al 60 % población de la población del Reino Unido, en el peor de los casos.
En un documento del 16 de marzo, el equipo del Colegio Imperial proporcionó pronósticos detallados de los posibles efectos de la epidemia en el Reino Unido y en los Estados Unidos. Su documento detalla los posibles resultados de una serie de 'intervenciones no farmacéuticas' como el rastreo de contactos y el aislamiento de casos, la cuarentena en el hogar, el cierre de bares, lugares sociales o escuelas y el distanciamiento físico. Dos posibles estrategias generales esbozadas fueron: mitigación, en la cual el objetivo es reducir el impacto de la epidemia en la salud pero no detener la transmisión por completo, y supresión, donde el objetivo es reducir las tasas de transmisión a un punto donde caen los números de casos. Hasta este punto, las acciones del gobierno se habían basado en una estrategia de mitigación, pero el modelo predijo que, si bien esto reduciría las muertes en aproximadamente dos tercios, incluso conduciría a aproximadamente 250 000 muertes por la enfermedad y los sistemas de salud quedarían colapsados. El mismo día en que se publicó el informe, el primer ministro anunció en una conferencia de prensa cambios significativos en las recomendaciones del gobierno, ampliando el autoaislamiento a las familias completas, aconsejando el distanciamiento físico, particularmente para grupos vulnerables, e indicando que probablemente se requerirían medidas adicionales en el futuro.

## Cronología

### 2020
- 9 de febrero: se confirma que una cuarta persona ha dado positivo al COVID-19 en el Reino Unido, según el director médico de un hospital en Inglaterra. Uno de los nuevos casos es de un contacto conocido de un paciente británico que contrajo el COVID-19 en Francia.[18]
- 10 de febrero: se confirmaron cuatro casos nuevos en Brighton, todos los cuales tuvieron algún tipo de contacto con el tercer titular del caso confirmado. A nivel mundial, el virus se había extendido a 28 países. Ese día, el Secretario de Estado de Salud y Bienestar, Matt Hancock, anunció el Reglamento de Protección de la Salud (Coronavirus) 2020, para otorgar a los profesionales de la salud pública "poderes" para mantener a los afectados y a los que se cree que están exposición aislada. Un noveno caso fue confirmado en Londres el 11 de febrero.
- 23 de febrero: el número total de casos en el Reino Unido llegó a 13, cuando se confirmaron cuatro nuevos casos de pasajeros en el crucero Diamond Princess. Fueron transferidos a hospitales en el Reino Unido. El 27 de febrero, el número total de casos confirmados en el Reino Unido aumentó a 16, incluido el primer caso en Irlanda del Norte, de una mujer que había viajado a Milán.
- 28 de febrero: el primer caso en Gales fue confirmado en una persona que había regresado del norte de Italia. El mismo día, se confirmaron otros dos casos en Inglaterra, uno de los cuales era un hombre que no había contraído la enfermedad desde el extranjero. Era residente en Surrey y el caso se registró en el Centro de Salud Haslemere. Un estudio planteó la posibilidad de que la primera persona en contraer la enfermedad en el Reino Unido haya sido uno de los dos ciudadanos chinos con casos confirmados el 31 de enero. La primera muerte se registró el 28 de febrero.
- 29 de febrero: se confirmaron tres casos más del virus, con lo que el número total fue de 23. 10,483 personas habían sido analizadas. Dos de las tres personas afectadas habían regresado recientemente de Italia, mientras que la tercera había regresado de Asia. El mismo día, el gobierno escocés anunció que comenzaría a realizar vigilancia en algunos hospitales. Se realizaron alrededor de 442,675 llamadas a la línea 111 que no es de emergencia en la última semana de febrero.
- 1 de marzo: se informaron otros 13 casos, agregando el Gran Mánchester y Escocia a la lista de áreas afectadas y elevando el total a 36, tres de los cuales se cree que son contactos del caso en Surrey.[19][20] El 2 de marzo, cuatro personas más en Inglaterra dieron positivo; los cuatro habían viajado recientemente desde Italia. El número total de casos en el Reino Unido ha aumentado a 39. Al día siguiente, cuando el número total de casos confirmados en el Reino Unido llegó a 51, el gobierno del Reino Unido presentó su Plan de Acción de Coronavirus, que describía lo que había hecho el Reino Unido y lo que planeaba hacer a continuación. Paul Cosford, director médico de Public Health England, dijo que la transmisión generalizada de COVID-19 en el Reino Unido es "altamente probable".[21]
- 4 de marzo: el número total de casos confirmados aumentó a 85. El 5 de marzo, se anunciaron tres casos más en Escocia y el número total de casos confirmados en el Reino Unido llegó a 115. El mismo día, una mujer de 70 años con una afección médica grave registró su primera muerte por COVID-19 en el Reino Unido.[22][23] Otros 48 casos fueron confirmados el 6 de marzo , y el total aumentó de 200 al día siguiente. El 8 de marzo, se confirmaron 64 casos, el mayor aumento en casos hasta ahora. El 9 de marzo, se confirmaron casos en Dorset.
- 10 de marzo: se anunció que la ministra de Salud, Nadine Dorries, había dado positivo por el virus y se había autoaislado. El 11 de marzo, se confirmaron 83 casos más, con un total de 456. El mismo día, la OMS declaró el brote de una pandemia y se debatió el presupuesto anual. El 12 de marzo, el número de casos en el Reino Unido aumentó a 590.El gobierno aconsejó que cualquier persona con una nueva tos o fiebre continua se aísle durante siete días. Se pidió a las escuelas que cancelaran viajes al extranjero, y se aconsejó a las personas mayores de 70 años y a las personas con afecciones médicas preexistentes que evitaran los cruceros.
- 13 de marzo: el número total de casos confirmados aumentó a 798,  con la primera muerte confirmada en Escocia. El gobierno del Reino Unido ha restringido la exportación de tres medicamentos que se estaban utilizando en pacientes con COVID-19 en ensayos clínicos en China: Kaletra, fosfato de cloroquina e hidroxicloroquina. El 14 de marzo, el número de casos confirmados aumentó a 1.140 y el número total de muertes aumentó a 21. El 15 de marzo, el Secretario de Estado de Salud y Bienestar, Matt Hancock, anunció que todos las personas del Reino Unido mayores de 70 años recibirían instrucciones de aislarse en las próximas semanas. Ese día, el número de casos aumentó a 1,372 y el número de muertes aumentó a 35.
- 16 de marzo: el número de muertos en el Reino Unido aumentó a 55, y el número de casos aumentó de 1,500. La primera muerte en Gales fue en esos números. El primer ministro Boris Johnson aconsejó a todos los británicos que no viajen y que no hagan contactos "no esenciales" con otras personas, además de sugerir el deber de evitar bares, clubes, teatros y trabajar desde casa, si es posible. Las mujeres embarazadas y las personas con una determinada situación clínica se unieron al grupo de las personas que supuestamente debían aislarse. El mismo día, una segunda diputada, Kate Osborne, dio positivo después de un período de autoaislamiento.
- 17 de marzo: NHS Inglaterra anunció que todas las operaciones no urgentes en Inglaterra se pospondrían a partir del 15 de abril para liberar 30,000 camas. También el 17 de marzo, el canciller Rishi Sunak anunció que se pondrían a disposición £ 330 mil millones en garantías de préstamos para empresas afectadas por la pandemia. Ese día, el número de muertos en el Reino Unido aumentó a 71, mientras que el número de casos confirmados alcanzó 1.950. El 17 de marzo, el gobierno proporcionó un paquete de ayuda de emergencia de £ 3.2 millones para crear alojamiento.[24][25] Con necesidades complejas de salud física y mental, en general, las personas sin hogar tienen un riesgo significativo de contraer el virus.
- 18 de marzo: el congresista Lloyd Russell-Moyle anunció que había dado positivo por el virus. Boris Johnson hizo una declaración, anunciando que todas las escuelas en el Reino Unido debían cerrar el viernes, solo podían continuar asistiendo a estudiantes que tienen padres con trabajos que no se pueden hacer en casa. El 19 de marzo, se confirmó la primera muerte en Irlanda del Norte. El Ministerio de Defensa también anunció la formación de la Fuerza de Apoyo de COVID, permitiendo a los militares apoyar a los servicios públicos y las autoridades civiles en la lucha contra el brote. También se han anunciado dos operaciones militares: Operation Rescript, que se centra en el brote del Reino Unido; y Operación Broadshare, que se centra en las actividades militares británicas en el extranjero. El 20 de marzo, el primer ministro Boris Johnson solicitó el cierre de bares, restaurantes, gimnasios y lugares.
- 27 de marzo: el primer ministro Boris Johnson dio positivo al test de COVID-19. Le fue indicado aislamiento preventivo en su domicilio. El 6 de abril, fue ingresado en una Unidad de Cuidados Intensivos del St Thomas' Hospital, por empeoramiento de su cuadro clínico. Recuperado tras su convalecencia, Johnson retomó las riendas del gobierno a finales de ese mes.[26]
- 6 de junio: la Plaza del Parlamento en Londres se llenó de miles de personas para la protesta Black Lives Matter contra el racismo y la violencia policial en el Reino Unido. El 7 de junio, el ministro de Salud del Reino Unido, Matt Hancock, declaró que aunque apoya el argumento de las protestas, existe "indudablemente" un riesgo de un aumento potencial en el número de casos de COVID-19 y la propagación del virus.
- 2 de julio: el gobierno revisó el número total de casos en 30.302 porque algunas personas se contaron dos veces en las cifras anteriores. El aumento real del número de casos para el 2 de julio fue del 576 o del 0,18%.[27]
- 17 de julio: el Secretario de Salud Matt Hancock pidió una revisión urgente de cómo se registraron las muertes por coronavirus en Inglaterra. La Salud Pública de Inglaterra había dicho que las cifras de muertes incluían a personas que habían dado positivo durante el virus meses antes de su muerte.[28]
- 24 de julio: en Inglaterra, la nueva normativa hizo obligatorio el uso de revestimientos faciales en la mayoría de las tiendas cubiertas, centros comerciales, oficinas de correos y centros de transporte público. Aquellos que rompan las reglas podrían ser multados hasta 100 libras esterlinas. Las cubiertas faciales seguían siendo opcionales para usar en otros lugares públicos interiores, incluidos museos, cines y peluquerías. Quedan excluidos de las normas los lugares en los que el uso de una máscara podría ser "poco práctico", como restaurantes y gimnasios. Las exenciones están disponibles para los niños menores de 11 años, las personas con enfermedad física o mental o discapacidad, y para cualquier persona a la que causaría angustia significativa.
- 27 de julio: se registró el primer caso confirmado de una infección animal por SARS-CoV-2 en el país, que se detectó en un gato. el ministerio de salud del Reino Unido dijo que el animal probablemente había contraído el coronavirus de sus dueños, pero no había evidencia de que las mascotas u otros animales domésticos puedan transmitir la enfermedad a los seres humanos.[29]
- 30 de julio: el gobierno del Reino Unido anunció que la gente del Gran Mánchester, el este de Lancashire y partes de West Yorkshire[30] se enfrentaban a nuevas restricciones, prohibiendo que los hogares separados se conocieron en casa después de un aumento de los casos COVID-19. Las nuevas reglas de encierro, que entraron en vigor a medianoche, significaron que a las personas de diferentes hogares no se les permitía reunirse en casas o jardines privados.
- 31 de julio: el gobierno del Reino Unido anunció que estaba retrasando una mayor facilidad de restricciones de bloqueo en Inglaterra hasta al menos el 15 de agosto debido a los recientes aumentos de los casos. Esta facilidad de restricciones de bloqueo habría permitido que los "ajustes de mayor riesgo", incluyendo boleras, pistas de patinaje y casinos, se abriera el 1 de agosto.[31]
- 2 de agosto: se declaró un incidente importante en el Gran Mánchester después de aumentos en las tasas de infección por coronavirus.[32][33]
- 12 de agosto: el recuento de muertos para Inglaterra se redujo en más de 5.000 a 41.329. Anteriormente, las personas en Inglaterra que murieron en cualquier momento después de una prueba positiva, independientemente de la causa, fueron contadas en las cifras. Sin embargo, las otras naciones del Reino Unido tuvieron un período de corte de 28 días.
- 14 de agosto: Aruba, Francia, Malta, Mónaco, Países Bajos, las Islas Turcas y Caicos, Brunéi y Malasia, se añadieron a los países a los que se les permite la entrada.[34]

## Respuesta de los servicios nacionales de salud
La asistencia sanitaria en el Reino Unido es un asunto delegado, con Inglaterra, Irlanda del Norte, Escocia y Gales, cada uno con sus propios sistemas de asistencia sanitaria financiados con fondos públicos, financiados y responsables ante gobiernos y parlamentos separados. Como resultado de que cada país tenga políticas, leyes y prioridades diferentes, ahora existen una variedad de diferencias entre estos sistemas

### Equipamiento

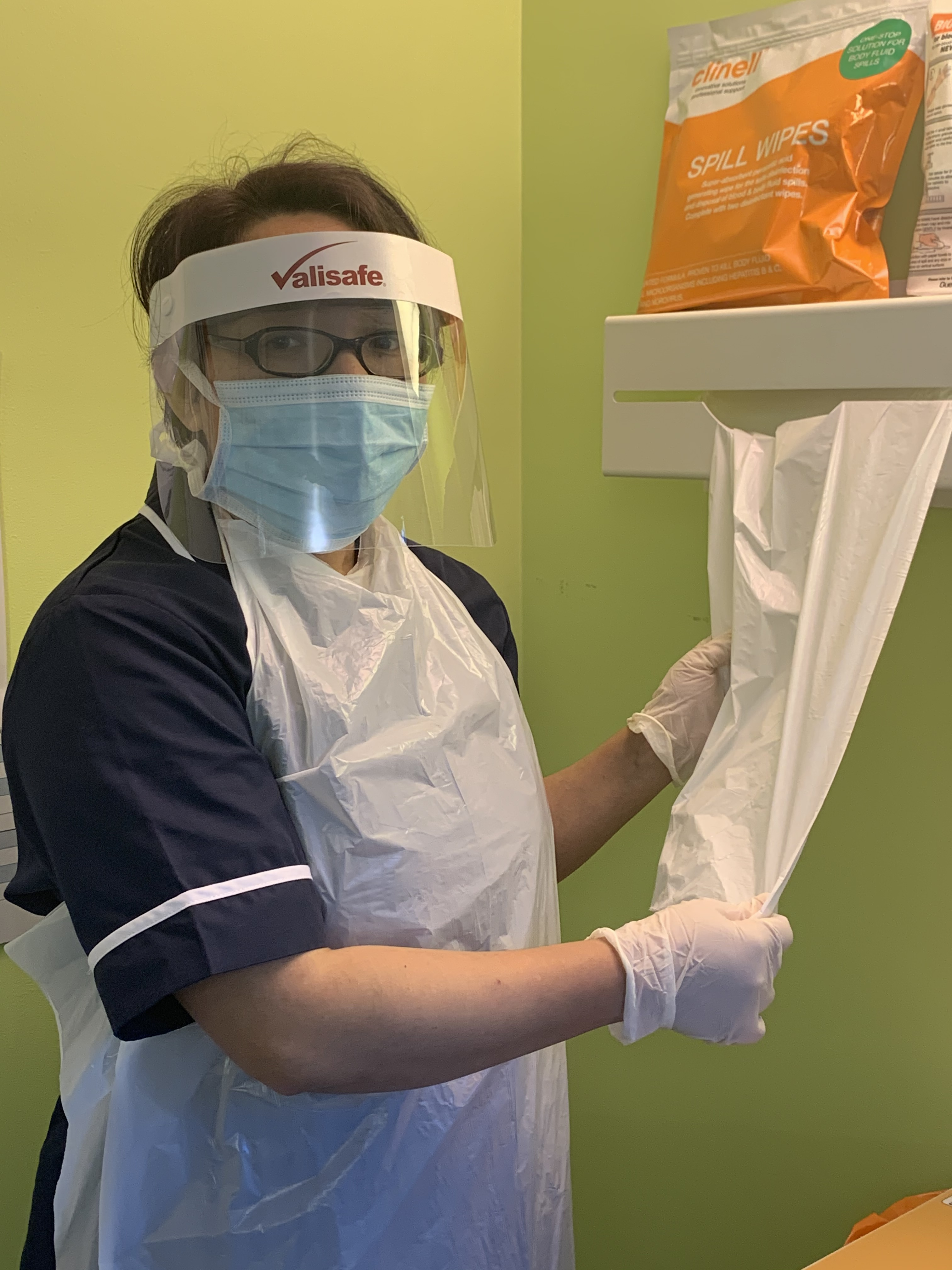
Enfermera de atención primaria con Equipo de protección personal (PPE).

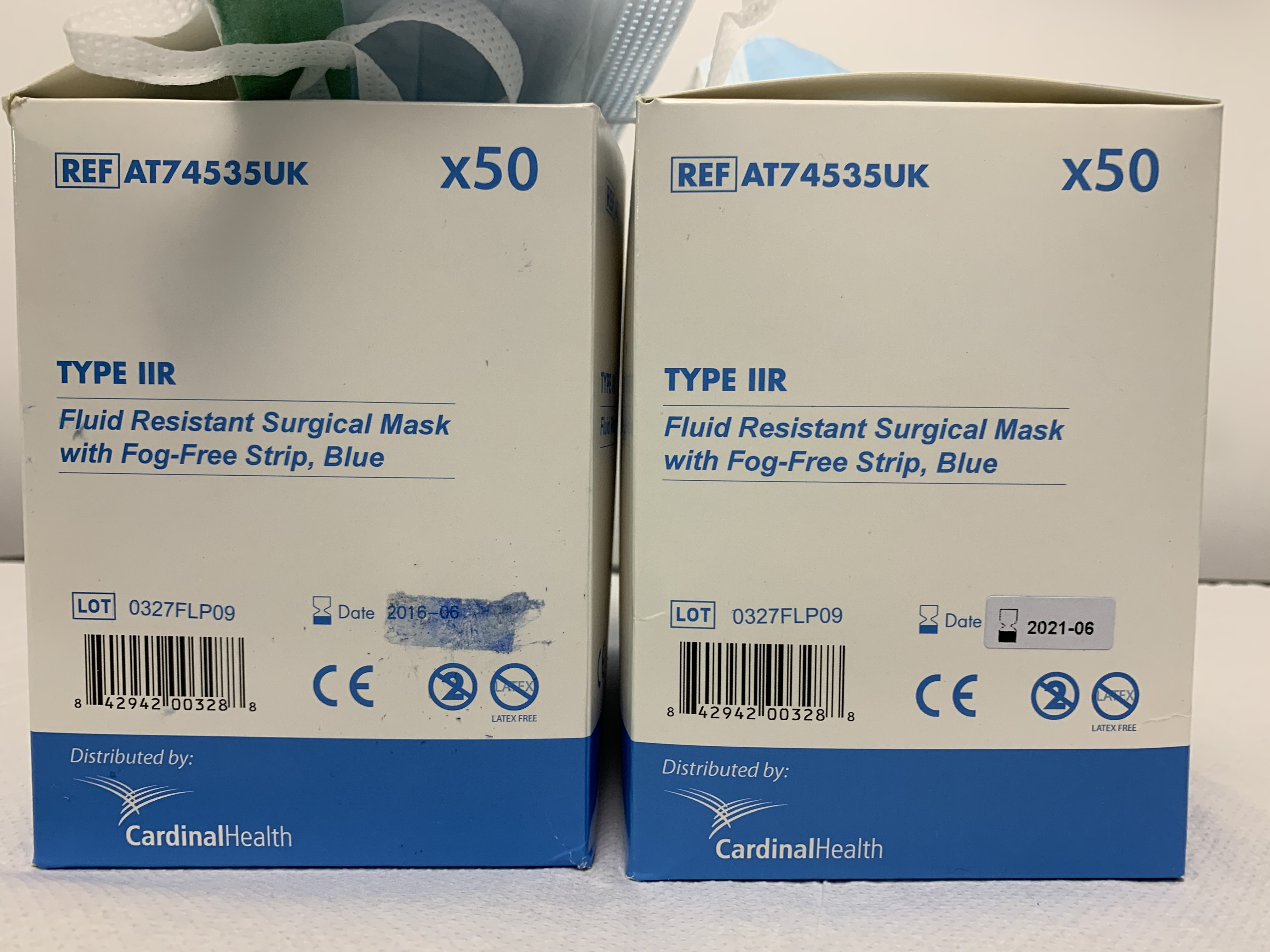
Mascarillas para el personal.

El 16 de marzo, Boris Johnson sostuvo una conferencia telefónica con líderes empresariales y les fijó el objetivo de entregar 30,000 ventiladores en una quincena; El gobierno también se negó a unirse a un plan de emergencia de la Unión Europea para adquirir ventiladores y otros equipos de emergencia como equipo de protección personal (EPP) para el personal del hospital, diciendo que el Reino Unido ya no era parte de la UE y que esta era el área en la que estaba haciendo su esfuerzos propios. Las existencias de ventiladores existentes eran de 5.900 al comienzo de la enfermedad.
El 31 de marzo, 10.000 trabajadores de la salud escribieron al primer ministro exigiendo mejores salvaguardas, incluido el EPP adecuado. El 1 de abril, el gobierno dijo que se habían distribuido 390 millones de EPP al servicio de salud en las últimas dos semanas. El Royal College of Midwives (RCM) y la BMA dijeron que los suministros aún no habían llegado al personal médico. El MCR, en una declaración conjunta con los sindicatos, incluidos Unite, Unison y GMB, dijo que la falta de PPE ahora era "una crisis dentro de una crisis".
El 29 de marzo, el gobierno emitió una especificación para la fabricación y uso "mínimamente clínicamente aceptable" de máquinas de presión positiva continua en las vías respiratorias (CPAP).

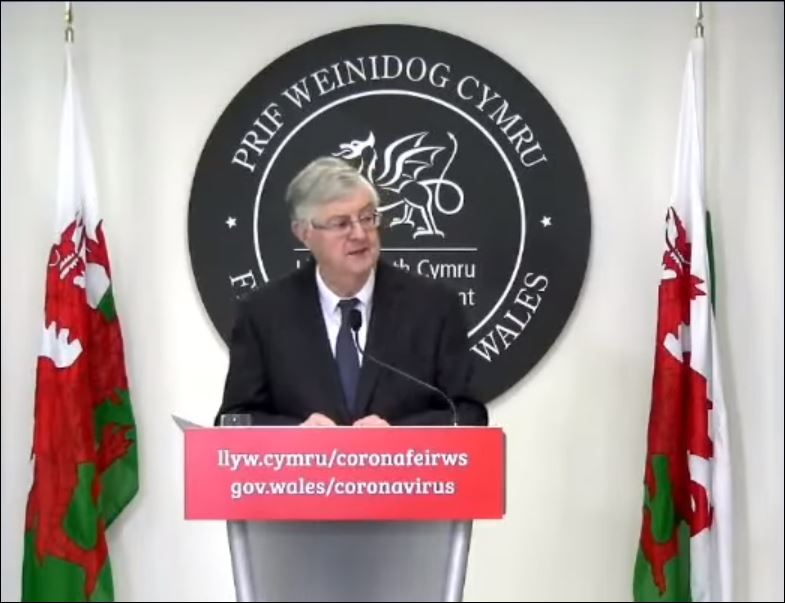
Mark Drakeford, Primer Ministro del Gobierno de Gales (izquierda) da una conferencia de prensa; mayo de 2021.

El 10 de abril, el Gobierno del Reino Unido envió un documento a los proveedores de EPP informándoles que los proveedores de ciertos equipos médicos, incluidas máscaras protectoras, guantes y delantales, deben estar registrados en la Comisión de Calidad de la Atención, que regula todos los servicios de salud y asistencia social en Inglaterra solamente. . No hubo un acuerdo similar entre los proveedores y la Inspección de Atención de Gales o la Inspección de Atención de Escocia. El gobierno galés aconsejó a los proveedores de hogares de cuidado que debían ordenar a través de su consejo local, mientras que el líder de Plaid Cymru, Adam Price, presentó una queja formal ante la Unión Europea sobre el tema. Dos proveedores le dijeron al gerente de dos hogares de cuidado en Gwynedd, Gales, que solo venderían a hogares de cuidado en Inglaterra. El director ejecutivo del grupo de hogares de ancianos Scottish Care dijo que los cuatro proveedores de EPP más grandes del Reino Unido habían dicho que no estaban distribuyendo a Escocia porque su prioridad sería "Inglaterra, el NHS inglés y luego los proveedores de atención social ingleses". El gobierno del Reino Unido informó que no había ordenado a ninguna compañía que priorizara el PPE para ninguna nación. El sitio web del proveedor de atención médica Gompels dijo en ese momento que "Estas restricciones no son algo que hayamos decidido, son un criterio que nos dio Public Health England".
Un episodio de Panorame de la BBC, Has the government failed the NHS?, transmitido el 27 de abril, dijo que el gobierno había estado contando artículos de PPE de una manera que infló artificialmente el total. Los guantes se contaron individualmente, en lugar de pares, por ejemplo, y los artículos que no son de PPE, como toallas de papel y detergente, se incluyeron en la figura.  El programa también dijo que el gobierno estaba cambiando la orientación sobre qué EPP era apropiado para el personal médico al tratar a los pacientes con COVID-19, no de acuerdo con el mejor procedimiento de protección, sino de acuerdo con el stock disponible. El programa también dijo que, en los años previos a la pandemia, el gobierno había ignorado el asesoramiento de expertos y no había almacenado artículos esenciales. Debido a la falta de existencias, en mayo una confianza del NHS priorizó los filtros de ventilación antibacterianos para pacientes con coronavirus sobre otros.

### Personal
El 1 de marzo, Hancock dijo que se podría pedir al personal retirado del NHS que volviera a trabajar para ayudar con la crisis. La solicitud se emitió el 19 de marzo e incluyó estudiantes de medicina de último año. El 29 de marzo, Boris Johnson anunció que más de 20,000 ex empleados del NHS regresaban a trabajar en respuesta a la pandemia.
El 21 de marzo, el NHS acordó utilizar, a precio de costo, casi todo el sistema de salud privado, con lo que 20,000 personal médico se unirá al esfuerzo nacional.
El 24 de marzo, Matt Hancock lanzó un plan para reclutar 250,000 voluntarios para apoyar al NHS a través de la pandemia. Los voluntarios llevarían a cabo trabajos como recoger y entregar compras, medicamentos u "otros suministros esenciales" para personas aisladas; transportar equipos y medicamentos entre los servicios del NHS; transportar pacientes médicamente aptos y brindar asistencia telefónica a personas en riesgo de soledad debido al autoaislamiento. El objetivo se superó en 24 horas y se elevó a 750,000. El esquema se detuvo el 29 de marzo después de alcanzar el nuevo objetivo.

### Hospitales temporales de cuidados críticos
En Irlanda del Norte, la capacidad se mejoró en el Belfast City Hospital, mientras que en Escocia, NHS Louisa Jordan fue establecida en Glasgow por NHS Escocia.
NHS Inglaterra estableció hospitales temporales "Nightingale" en Londres, Birmingham, Mánchester y Harrogate. El Hospital del Corazón del Dragón se instaló en el Estadio del Principado en Cardiff, Gales

### Lockdown Files
En marzo de 2023, los 'Lockdown Files' cuestionan por su contenido el modo de gestión de la crisis sanitaria del Covid-19 del antiguo ministro británico de Sanidad Matt Hancock. Los mensajes indican que la decisión de no someter a prueba sistemáticamente todas las entradas a residencias de ancianos, adoptada al comienzo de la pandemia, contribuyó a la difusión del Covid-19 entre los ancianos.
En junio de 2020, el ministro declaró que para que la gente «se comportara bien», sería preferible que la prensa se interesara más por un informe de la Universidad de Cambridge, que muestra una tasa de transmisión elevada en algunas partes del país, en lugar de un estudio del Imperial College de Londres dando noticias más positivas. Los 'Lockdown Files' revelan, entre otras cosas, una serie de intercambios sobre la estrategia para aceptar nuevas restricciones en las que Matt Hancock, habla con su asesor de comunicaciones en diciembre de 2020 sobre «asustar a todos con la nueva cepa».

## Impacto económico
La pandemia fue muy perjudicial para la economía del Reino Unido, y la mayoría de los sectores y la fuerza laboral se vieron afectados negativamente. Algunas suspenciones temporales se hicieron permanentes; algunas personas que fueron suspendidas fueron despedidas más tarde. En medio de la crisis económica nacida a raíz del confinamiento, los ahorros realizados por los seguros automóviles dieron lugar a una polémica. El experto en seguros Safe revela en un estudio publicado a final de junio de 2020 una reducción del 69% en la tasa de siniestralidad registrada en las vías británicas entre marzo y junio de 2020, convirtiéndose en un ahorro de 1,3 billón de libras Sterling por las compañías de seguros. Frente a este situación, varias de aquellas decidieron desde el mes de abril un reembolso parcial a sus afiliados.

## Impacto social

### Entretenimiento
El 13 de marzo, BBC Radio 1 canceló su festival de música Big Weekend, programado para finales de mayo. Otros eventos musicales que se cancelarán incluyen el festival C2C: Country to Country,  el Festival de Glastonbury,  los festivales de música de la Isla de Wight y Download,  el Cambridge Folk Festival, y el Festival Supremo de Jazz de Amor. Posteriormente, los organizadores del festival Download anunciaron planes para celebrar un festival virtual que se celebraría en las fechas en que habría sucedido, y presentando actuaciones y entrevistas transmitidas por streaming. Los organizadores de Big Weekend decidieron organizar un evento alternativo llamado Big Weekend UK 2020. Las estrellas aparecieron en uno de los 5 escenarios virtuales y actuaron desde sus hogares, y el evento también presentó actuaciones pasadas de eventos anteriores de Big Weekend.
Entre los artistas y bandas que pospusieron o cancelaron conciertos o giras en el Reino Unido estuvieron Avril Lavigne y The Who. Otros, incluidos Chris Martin de Coldplay, y Yungblud respondieron a la situación transmitiendo conciertos en vivo a través de las redes sociales. Varios músicos anunciaron conciertos gratuitos para el personal del NHS.
Artes visuales
Varios artistas comenzaron a pintar retratos de trabajadores del NHS, como una forma de organizar su trabajo y agradecerle por ello. Se planea una exhibición, una vez que la pandemia disminuya.

### Eventos
El 23 de marzo, el festival Pride en Londres, el festival LGBT más grande del Reino Unido, programado para el 27 de junio, fue pospuesto. Fue uno de los más de cien eventos de orgullo que se aplazaron o cancelaron en el Reino Unido. El 3 de abril, Brighton Pride, programado para el sábado 1 de agosto, fue cancelado.
El 6 de abril, la Logia Naranja de Irlanda anunció que los desfiles tradicionales del 12 de julio en Irlanda del Norte habían sido cancelados.
Los eventos nacionales del 75 aniversario del Día VE planeados del 8 al 10 de mayo también fueron cancelados.

### Ley y orden
Una encuesta publicada el 20 de marzo concluyó que el 23% de los adultos británicos seguían estrictamente los consejos del gobierno sobre coronavirus. En marzo, las fuerzas policiales de cada nación del Reino Unido recibieron poderes para arrestar y multar a los ciudadanos que infringieron las normas de bloqueo. El Consejo de Jefes de la Policía Nacional dijo que la policía había emitido sus primeras multas para las personas que violen las reglas de cierre el 27 de marzo. Los avisos de penalización fija eran de £ 60, pero se reducirían a £ 30 si se pagaran dentro de los 14 días. Para el 31 de marzo, algunas fuerzas policiales y agentes individuales, estaban siendo criticados por una variedad de personas,  incluyendo el exjuez de la Corte Suprema Lord Sumption, el exsecretario de Justicia David Gauke, el ex canciller George Osborne y el grupo de privacidad y libertades civiles Big Brother Watch por la aplicación excesivamente entusiasta e incorrecta de los nuevos poderes. La policía había puesto tinte negro en Harpur Hill Quarry y usando un dron, filmó a las personas antes de publicar las imágenes en las redes sociales. El Consejo de Jefes de la Policía Nacional publicó una nueva guía para "Involucrar, explicar, alentar y hacer cumplir". Fue lanzado por la National Police Chiefs Council.
Según datos del Consejo de Jefes de la Policía Nacional, alrededor de 9,000 personas recibieron multas por infringir las reglas de cierre en Inglaterra y Gales, entre el 27 de marzo y el 27 de abril. Las cifras del Consejo de Jefes de la Policía Nacional del 27 de marzo al 11 de mayo (la fecha en que aumentaron las multas en Inglaterra) mostraron que se emitieron más de 14,000 multas por infringir las reglas de bloqueo en Inglaterra y Gales. Hubo 862 delincuentes reincidentes en las cifras con una persona multada 9 veces. El fin de semana de Pascua (11 y 12 de abril) tuvo la mayor cantidad de multas emitidas dentro del período. El Servicio de la Fiscalía de la Corona declaró que 56 personas fueron acusadas injustamente, principalmente debido a las regulaciones galesas que se aplican en Inglaterra y viceversa. En las dos primeras semanas de la introducción del poder policial del coronavirus, se emitieron más de 500 avisos de sanciones fijas en Escocia.  Las cifras de la policía de Escocia del 6 de abril al 6 de mayo mostraron que se habían producido 21.487 infracciones durante el confinamiento. Las cifras resaltaron que la gente se sintió atraída por los lugares de belleza rural con dos áreas: Loch Lomond y Stirling en las cinco áreas principales de Escocia por infractores. Cuando fueron atrapados rompiendo el confinamiento, la Policía Metropolitana les dio multas a los negros dos veces más que a los blancos.

### Deportes
Se suspendieron los torneos del Campeonato de las Seis Naciones de hombres y mujeres.
La Premier League suspendió los apretones de manos previos al partido el 6 de marzo.  El 10 de marzo, el partido de la Premier League entre Manchester City y Arsenal fue pospuesto a la luz de la confirmación de que el propietario de Nottingham Forest y Olympiacos Evangelos Marinakis había contraído el virus. Marinakis se había reunido con varios jugadores del Arsenal cuando el equipo londinense recibió al Olympiacos en un partido de los dieciseisavos de final de la Europa League. El 10 de marzo, el Festival de Cheltenham National Hunt Horse Racing de cuatro días tuvo lugar con más de 250,000 personas que asistieron al festival de cuatro días, aunque con medidas de higiene mejoradas, al igual que el All England Open Badminton Championships en Birmingham al día siguiente.
A mediados de marzo, el mánager del Arsenal, Mikel Arteta y Callum Hudson-Odoi de Chelsea dieron positivo por coronavirus. El fútbol profesional se suspendió más tarde en todo el Reino Unido el 13 de marzo, con la Premier League, la Liga de fútbol inglesa, la Superliga femenina y las ligas de fútbol de Gales e Irlanda del Norte retrasando los partidos hasta principios de abril y la Liga de fútbol profesional escocesa suspendió coincide indefinidamente. El fútbol profesional en Inglaterra se pospuso más tarde hasta finales de abril. El día también vio la cancelación del partido entre las Seis Naciones Gales-Escocia programado para el 14 de marzo y el aplazamiento de los maratones de Londres, Mánchester y Brighton.
La semana siguiente se produjo una oleada de cancelaciones deportivas en el fútbol, rugby, y netball. El lunes, además, se vio la cancelación del Grand National, el aplazamiento de la Maratón de Edimburgo de mayo a septiembre, y la primera cancelación en tiempo de paz de la regata. El martes 17 de marzo, todos los eventos de automovilismo sancionados por el organismo rector nacional Motorsport UK fueron suspendidos hasta mayo. Todas las carreras de caballos y los eventos de boxeo fueron pospuestos. El 31 de mayo de 2020, el Departamento de Digital, Cultura, Medios y Deporte (DCMS) anunció el regreso del deporte competitivo en vivo con la condición de que se juegue con seguridad garantizada en términos de distanciamiento social y un entorno cuidadosamente controlado. Según el fallo, los eventos deportivos no contarán con la presencia de espectadores y se realizarán a puerta cerrada.

### Religión
La Iglesia de Inglaterra y otras iglesias anglicanas en las islas británicas suspendieron el culto durante la pandemia COVID-19.  El Arzobispo de Canterbury dirigió un servicio virtual que se transmitió en 39 estaciones locales de la BBC. La Iglesia Católica, la Iglesia Metodista en Gran Bretaña y la Sociedad de Amigos también pusieron una moratoria temporal en el culto público.
El Gran Rabino en el Reino Unido aconsejó la suspensión del culto en las sinagogas, y el Consejo Musulmán del Reino Unido ordenó el cierre de las mezquitas en el país.

## Estadísticas

### Casos por naciones
| Inglaterra        | 18 830 603 | 155 877 | 4262 | 472 000 446 |
| Escocia           | 1 963 426  | 12 389  | 637  | 16 884 194  |
| Gales             | 875 029    | 7506    | 259  | 8 768 681   |
| Irlanda del Norte | 713 294    | 3445    | 224  | 9 097 325   |
| Reino Unido       | 22 239 260 | 177 977 | 5237 | 514 605 757 |